# Eustroma pilosa
Eustroma pilosa là một loài bướm đêm trong họ Geometridae.